# Как доброго молодца женили
«Как доброго молодца женили» — советский фильм 1974 года, снятый на киностудии «Грузия-фильм» режиссёром Нодаром Манагадзе.

## Сюжет
Кинопоэма по мотивам поэмы Важа-Пшавелы «Повесть о Иване Которашвили» — народном грузинском герое, и его скромной любви к красавице Като.
Иване, богатырской силы человек, добрый и простодушный. Его жизнь проходит в боях и походах. Он смел, но боится подумать о женитьбе на влюбленной в него красавице Като. Свою нерешительность он объясняет риском своей жизни: «День один, а смертей тысячи, зачем в черное одевать беспечную, как ласточка, девушку?..». Но односельчане рассудили по-иному: связали влюбленных, повенчали, и всем селом сыграли весёлую свадьбу. Но новый бой скоро…

Эта история одновременно простая и сложная. В ней, как и в жизни, соседствуют радость и горе, нежность и суровость. Об этом поет, подыгрывая на своей пандури, друг Иване Китес — деревенский острослов и весельчак. Это он устраивает свадьбу, веселит горцев озорными шутками. Он первым и погибает, защищая село.

Это героическая комедия, жанр, который дает возможность наиболее полно выявить народный характер. Корни этой истории трагедийны: человек вынужден оставлять дом, любимую и идти проливать кровь. По стилистике фильм очень простой, выдержанный в спокойной интонации поэмы, с грустью и с улыбкой.— «Советский экран», № 23, 1974 год

## В ролях
Иване сыграл Зура Капианидзе. Наверное, трудно более точно выбрать актера на эту роль: мужественная внешность, темперамент, знание обычаев (Зура вырос в горском селе).
Наташа Гагнидзе (Като), как и ее героиня, совсем еще юная (студентка Театрального тбилисского института).
Вахтанг Цхададзе (Китес) не актер. Он инженер-гидролог и был приглашен на маленький эпизод. Но… не отпустили из театра актера, утвержденного на роль Китеса. Острокомедийная роль — серьезное испытание для непрофессионала. Вахтангу помогли природная артистичность и огромная работоспособность.
- Иване Которашвили — Зураб Капианидзе (дублировал В. Протасенко)
- Като — Нато Гагнидзе (дублировала Н. Гурзо)
- Китес — Вахтанг Цхададзе (дублировал В. Ферапонтов)
- священник — Абессалом Лория
- старик-крестьянин — Гига Джапаридзе

В эпизодах: Гиви Джаджанидзе, Гиви Чугуашвили, Георгий Мачаидзе и другие

## Фестивали и награды
- VIII-ой Всесоюзный кинофестиваль (1975) — приз за лучшую музыку (Нодар Габуния)
- II-ой Фестиваль грузинских фильмов в Батуми (1976) — главный приз (разделил с фильмом «Первая ласточка»)